# The New Superintendent
The New Superintendent er en amerikansk stumfilm fra 1911 af Francis Boggs.

## Medvirkende
- Herbert Rawlinson som Jack Hartway.
- Tom Santschi som Bill Rooney.
- Fred Huntley som Pat Grogan.
- George Hernandez som James Morley.
- Nick Cogley som Hastings.